# Campari
A Campari aperitifként fogyasztott keserűlikőr (bitter), melyet alkoholból, valamint gyógynövények és gyümölcsök (köztük keserűnarancs) kivonatából készítenek. Keserű íz és vörös szín jellemzik, alkoholfokát a célországtól függően állítják be 20,5% és 28% között (Magyarországon 25%).
Általában koktélösszetevőként használják szódavízzel, borral, vagy citrusfélék, például narancs vagy citrom levével. Az olaszországi székhelyű nemzetközi vállalat, a Campari Group terméke.
A Camparit Magyarországon sokszor tévesen a vermutok közé sorolják, melyek azonban borból készülnek, alacsonyabb az alkoholtartalmuk, és legtöbbször az ízük is kevésbé keserű.

## Története
A Campari története 1860-ban kezdődött, ekkor találta ki receptjét Gaspare Campari az olaszországi Novarában. A recept titkos, és a gyártó elmondása szerint 1860 óta nem változott. Az italt eredetileg a bíbortetűből nyert kárminnal festették, melynek használatával 2006-ban felhagytak.
A Campari első üzeme 1904-ben nyílt Sesto San Giovanniban, Milánótól nem messze. Az italt árusító bároktól megkövetelte a Campari Bitters tábla elhelyezését. Gaspare fia, Davide Campari igazgatósága alatt az italt exportálni kezdték, először a Francia Riviéra szívében fekvő Nizzába, majd a tengerentúlra. A Camparit ma 190 országban árusítják.
Az olasz piacon Campari Soda néven palackozva is kapható a szódával kevert Campari (10% alkoholtartalommal), melyet a Fortunato Depero által 1932-ben tervezett üvegbe töltenek. A Camparit később egyéb keserédes italok követték, például az 1952 óta Máltán gyártott Kinnie.
A Campari pótolhatatlan összetevője az olyan klasszikus koktéloknak, mint a Negroni, a Garibaldi, vagy az Americano, melynek elnevezésekor még kevés amerikai ismerte a Camparit. Felhasználható sörbet készítésekor is.

## Fordítás
Ez a szócikk részben vagy egészben a Campari című angol Wikipédia-szócikk ezen változatának fordításán alapul.  Az eredeti cikk szerkesztőit annak laptörténete sorolja fel. Ez a jelzés csupán a megfogalmazás eredetét és a szerzői jogokat jelzi, nem szolgál a cikkben szereplő információk forrásmegjelöléseként.